# Kvevri
Le kvevri (en géorgien : ქვევრი, également orthographié qvevri) est une grande jarre de terre cuite, d'une contenance de 800 à 3 500 litres, originaire de la Géorgie. 
Il ressemble à une amphore sans poignées ; l'intérieur est tapissé d'une couche de cire d'abeille assurant l'étanchéité. Souvent enfoui sous le niveau du sol, il est utilisé pour la fermentation et le stockage du vin. Les plus anciens datent d'environ 6 000 ans avant notre ère.

## Vinification traditionnelle
Le kvevri fait partie de la vinification traditionnelle géorgienne. Dans le passé, il a également été utilisé pour le stockage des céréales, du beurre, du fromage, de la vodka, de marinades, mais il a été fabriqué principalement pour l'élaboration du vin en Géorgie. Ces grands récipients de stockage ont été reproduits dans de nombreux pays, étant encore aujourd'hui employés en Espagne (vino de tinaja) et au Portugal (vinho de talha) pour faire du vin. Les vinificateurs disent que ce vin est stable par nature, riche en tanins, ne nécessitant pas de conservateurs chimiques pour assurer sa longévité et qu'il a une qualité supérieure en goût.

## Processus de vinification

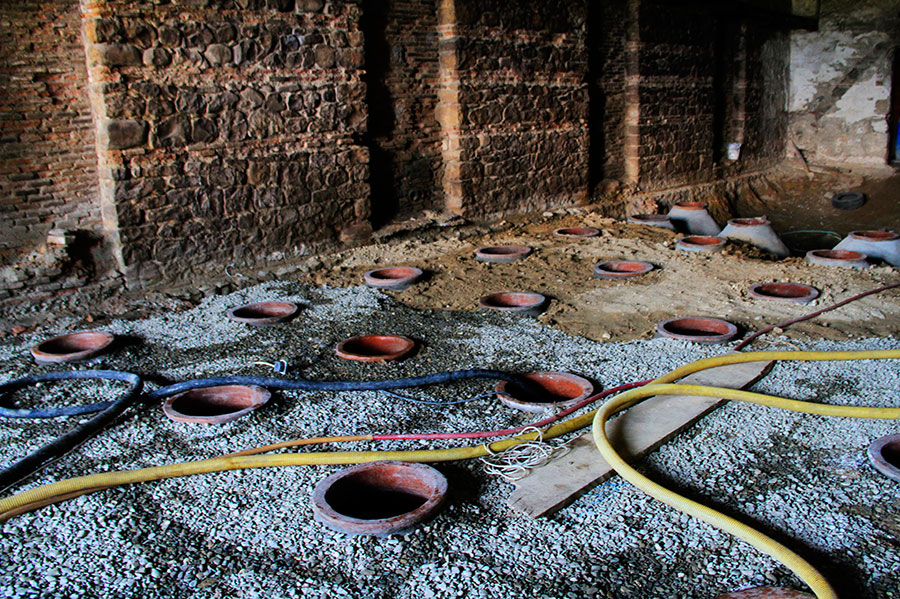
Kvevris enterrés pour la vinification.

Dans le processus de vinification, les raisins sont versés dans le kvevri, foulés et laissés à fermenter. Après plusieurs jours, les peaux de raisins, qui formaient un chapeau de marc, sont poussés vers le bas et le kvevri est finalement recouvert d'un couvercle en pierre de taille convenablement scellé avec de l'argile. Le vin y est laissé au repos pendant deux ans. Lorsqu'il est prêt, il est pompé et mis en bouteille, après quoi le kvevri est stérilisé avec de la chaux, prêt pour une réutilisation. Actuellement, les kvevris ont toujours la même importance dans l'élaboration du vin que dans le passé dans cette région du Caucase du Sud.

## Inscrit sur les listes du patrimoine culturel immatériel de l'UNESCO
L'UNESCO a inscrit à son patrimoine culturel immatériel de l'humanité cette ancienne et traditionnelle méthode de vinification géorgienne.

## Galerie

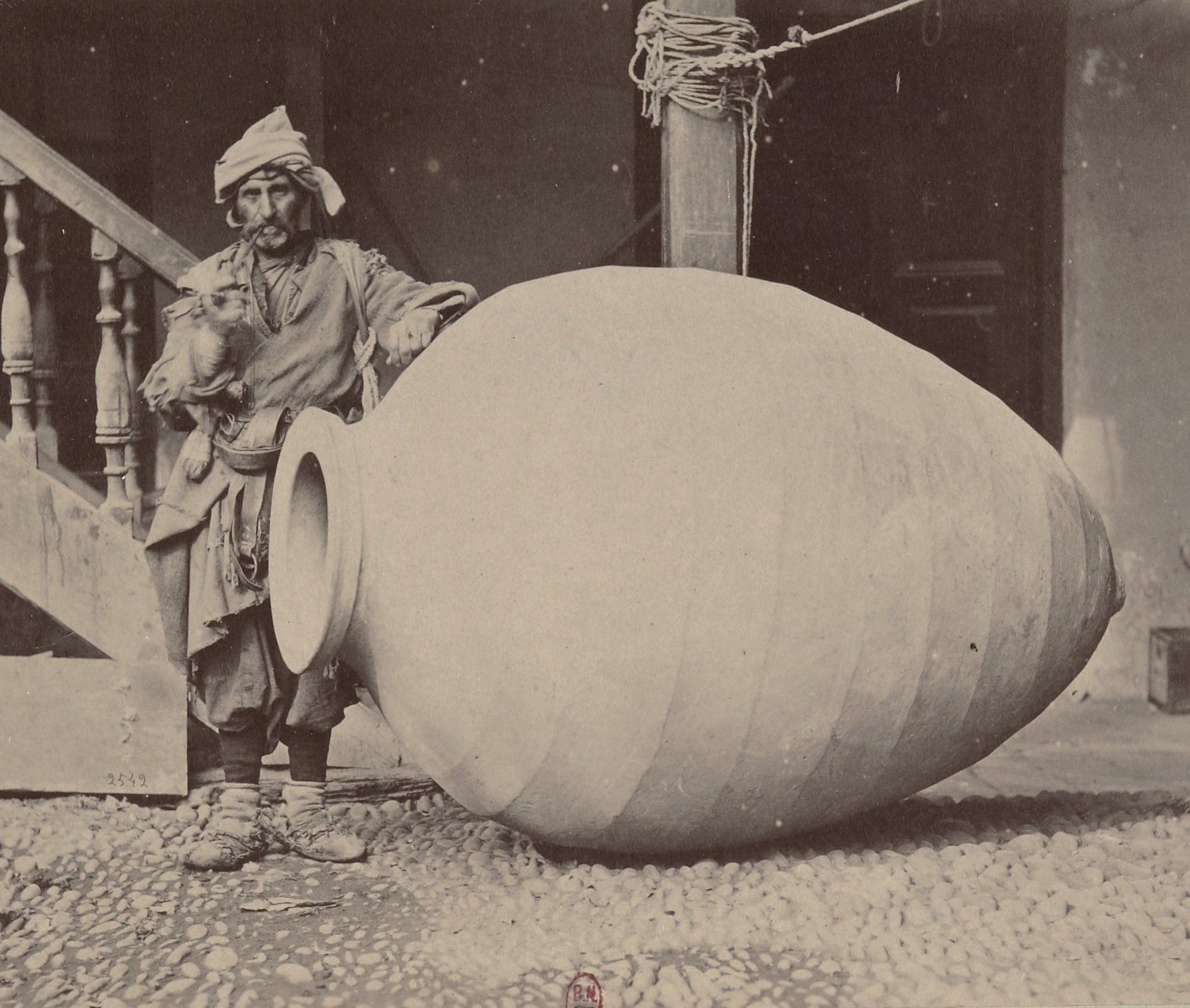
Kvevri. Mission scientifique d'Ernest Chantre, 1881.
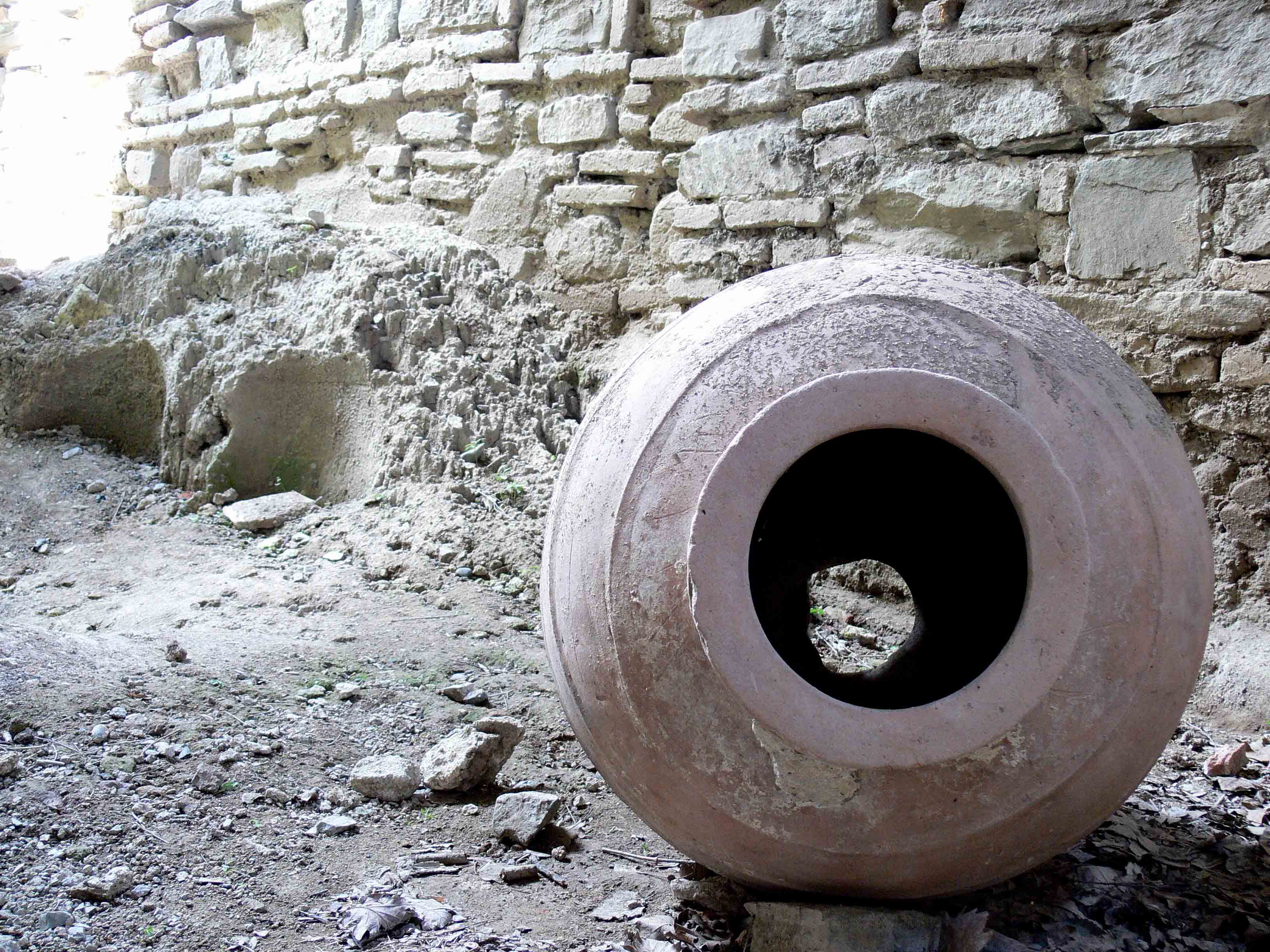
Kvevri de Géorgie.
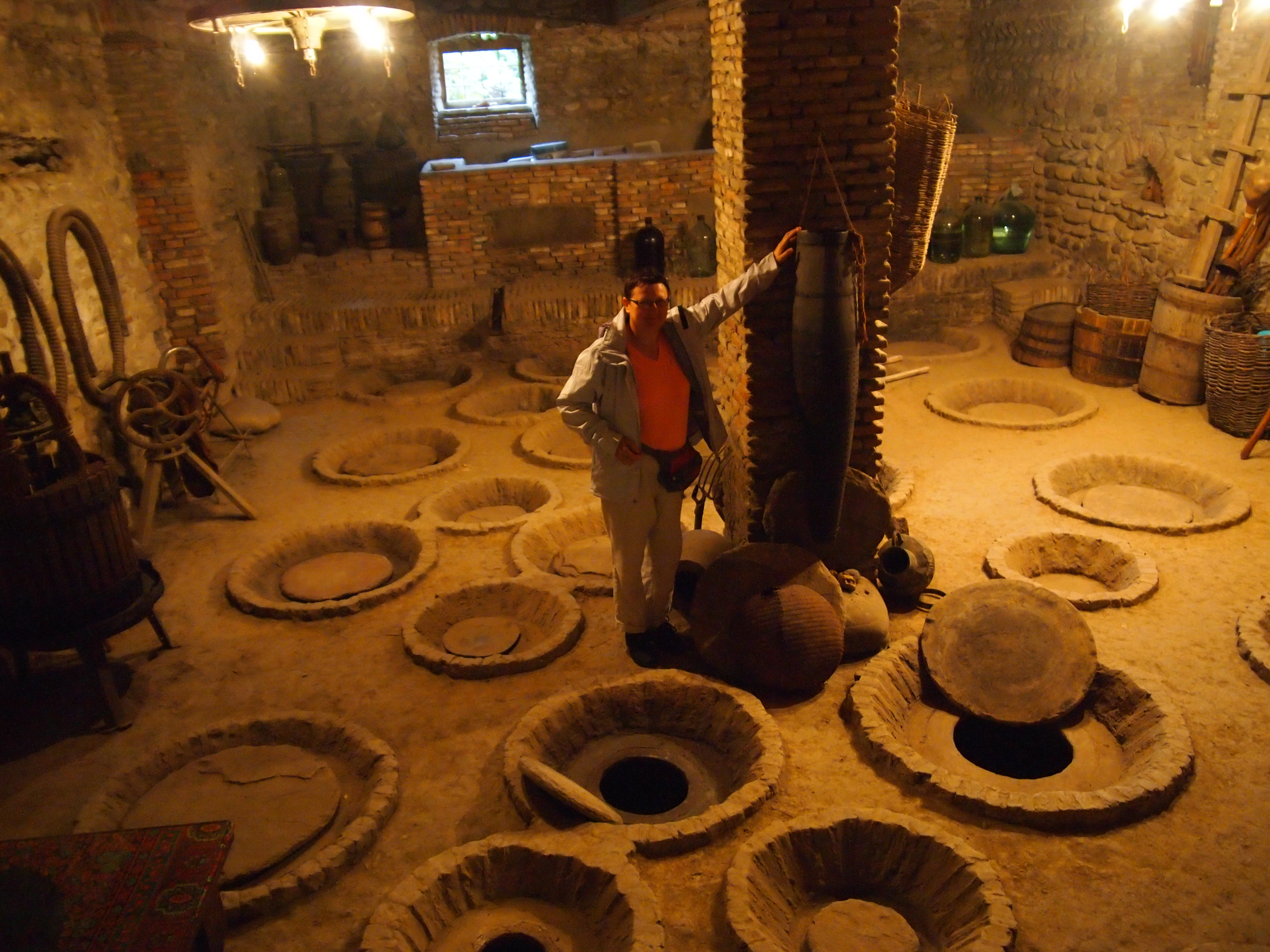
Kvevris à Kakheti.
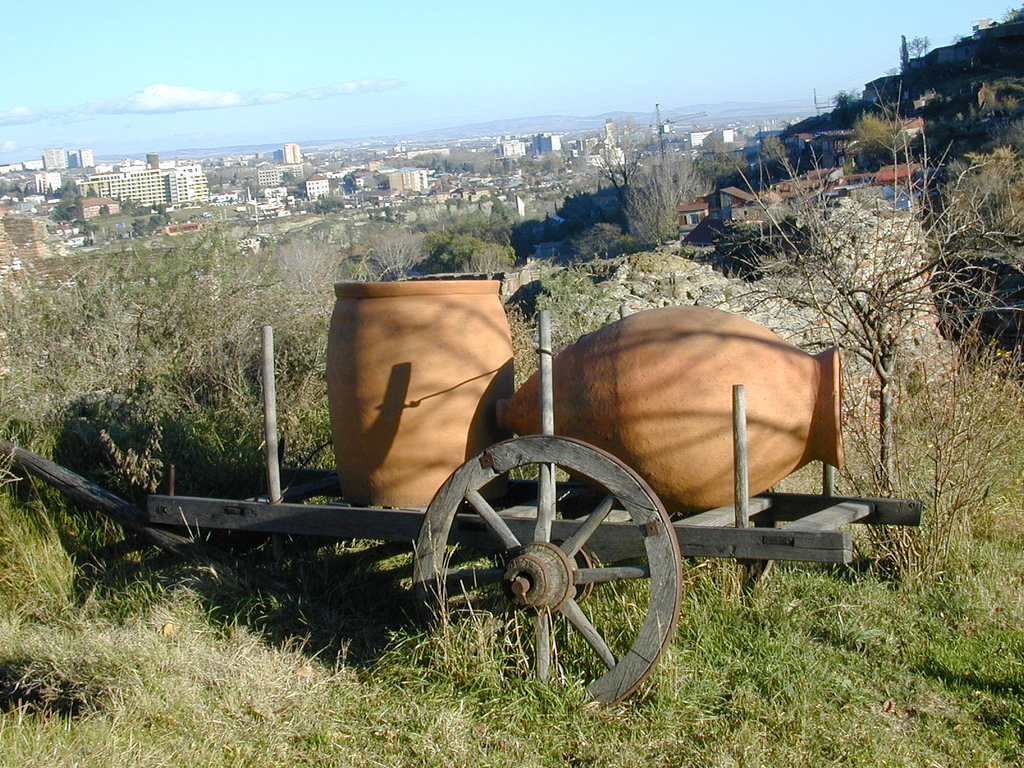
Kvevris contemporains de Géorgie.
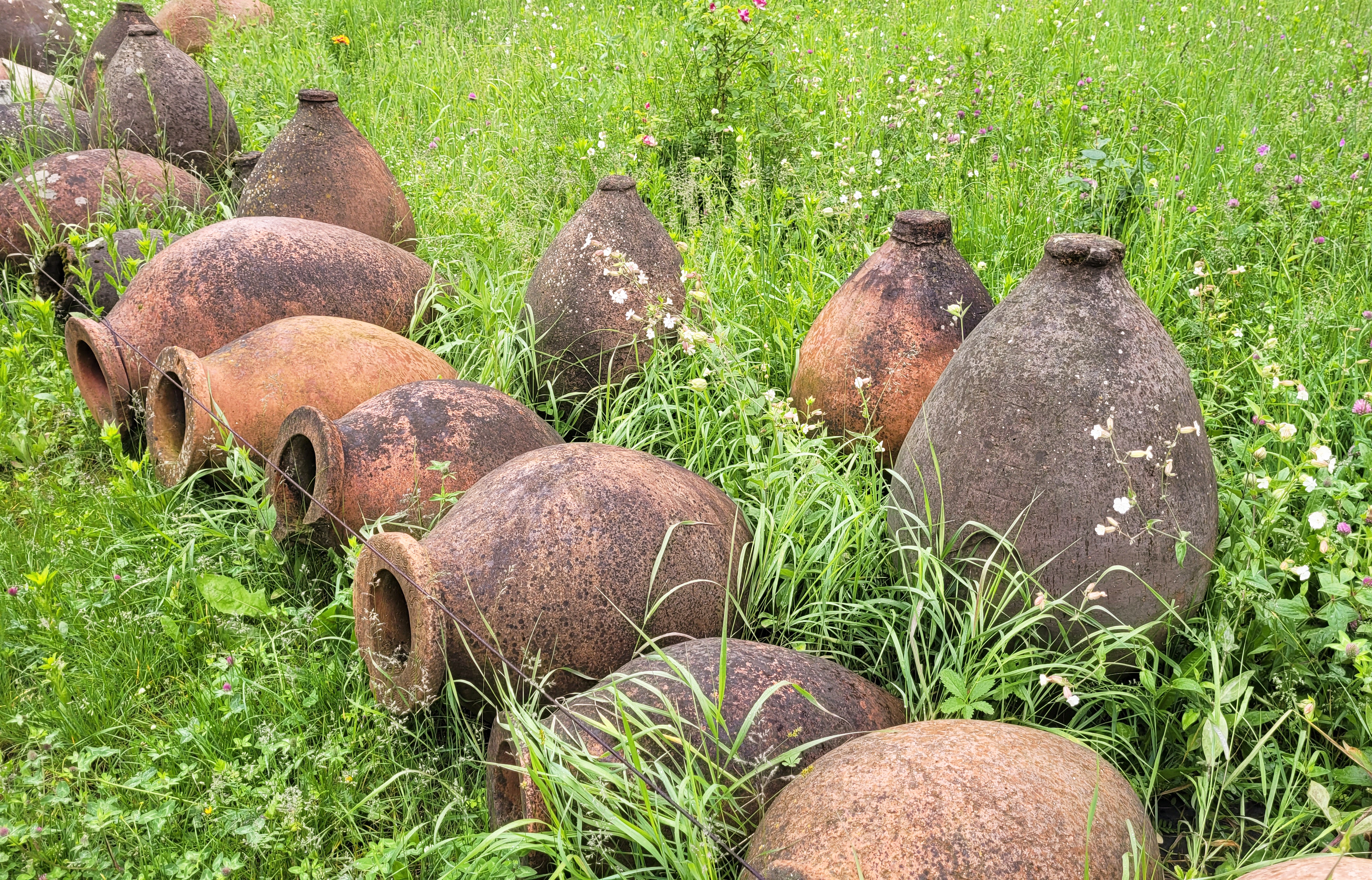
Kvevris de Géorgie.
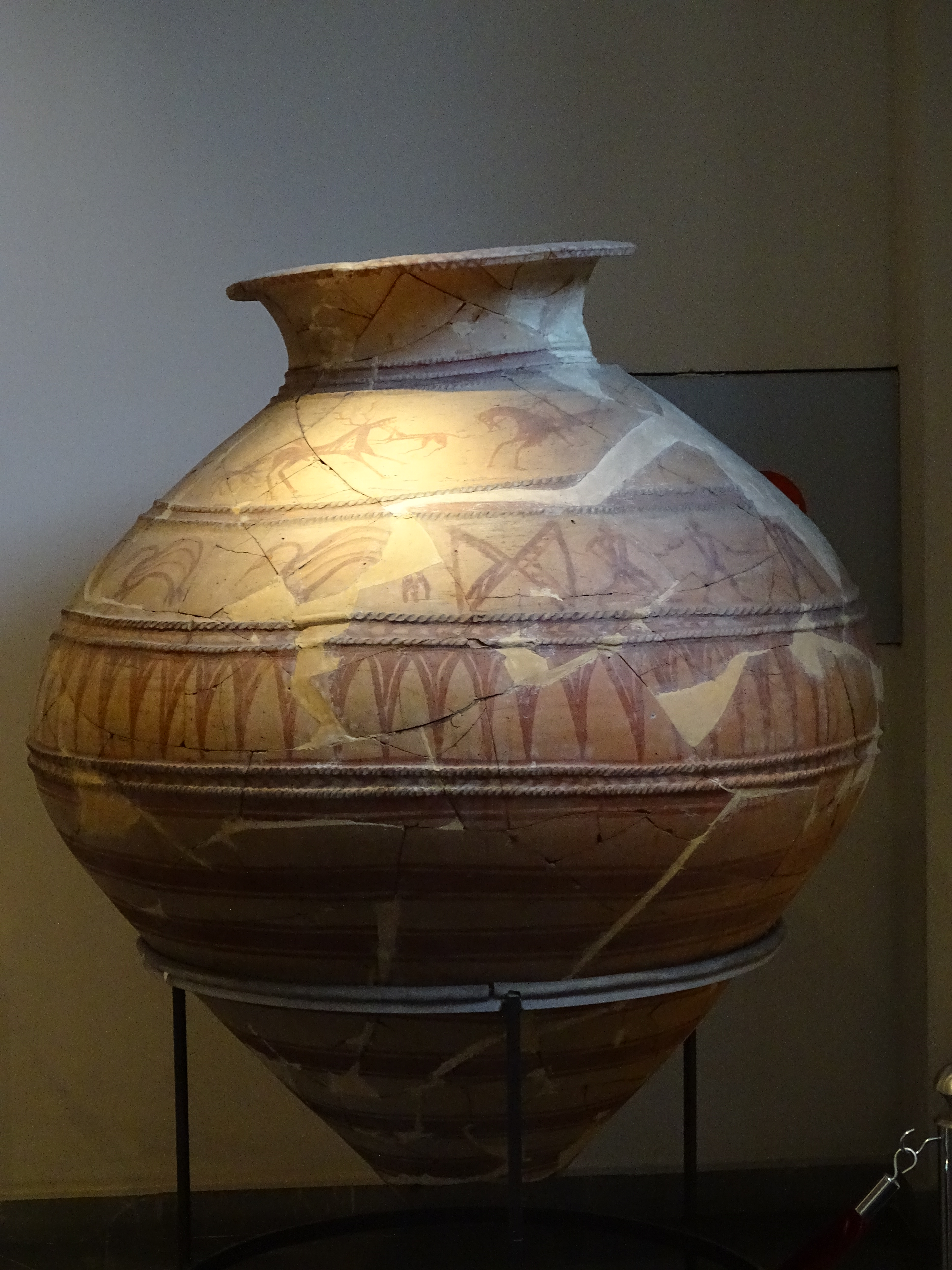
Kvevri ornementé, Musée National de Tbilissi.